# Pterygogramma membraciphagum
Pterygogramma membraciphagum är en stekelart som beskrevs av Gennaro Viggiani 1992. Pterygogramma membraciphagum ingår i släktet Pterygogramma och familjen hårstrimsteklar. Inga underarter finns listade i Catalogue of Life.